# Mauricio Aros
Mauricio Fernando Aros Bahamonde (9 de març de 1976) és un exfutbolista xilè.

## Selecció de Xile
Va formar part de l'equip xilè a la Copa del Món de 1998. Ha jugat fora de Xile a clubs com Feyenoord, Maccabi Tel Aviv i el 2003 a Al-Hilal.